# Icius nigricaudus
Icius nigricaudus là một loài nhện trong họ Salticidae.
Loài này thuộc chi Icius. Icius nigricaudus được Wanda Wesołowska & Haddad miêu tả năm 2009.